# Bâtiment de la présidence de l'assemblée municipale de Niš
Le bâtiment de la présidence de l'assemblée municipale de Niš (en serbe cyrillique : Зграда Председништва СО Ниш ; en serbe latin : Zgrada Predsedništva SO Niš) se trouve à Niš, dans la municipalité de Medijana et dans le district de Nišava, en Serbie. Il est inscrit sur la liste des monuments culturels protégés de la république de Serbie (identifiant no SK 859),,.

## Présentation
Le bâtiment, situé 2 rue 7. jula, a été construit en 1926-1927 selon un projet de l'architecte belgradois Aleksandar Janković pour les besoins de la Banque nationale. Son architecture est influencée par le style néo-classique français tardif. En 1972, l'édifice a été adapté pour abriter la présidence de l'assemblée municipale de Niš, avec des interventions liées à la décoration intérieure.
Il est construit en pierres artificielles avec des rainures horizontales destinées à donner du relief à l'ensemble. La décoration de la façade principale a été particulièrement soignée, avec un porche d'entrée monumental orné d'une colonnade de piliers ; l'encadrement des fenêtres du rez-de-chaussée est orné d'une riche décoration florale, tandis que les fenêtres mansardées du toit sont surmontées de tympans triangulaires ; une attention particulière a été apportée aux grillages en fer forgé des fenêtres du rez-de-chaussée. 